# Deutsche Zeitung (Stettin)
Die Deutsche Zeitung mit dem Untertitel Frontzeitung für die deutsche Bevölkerung war eine vom 20. Mai 1945 bis zum 10. Juni 1945 in Stettin erscheinende Tageszeitung. Sie war eine von vier deutschsprachigen Frontzeitungen, die die Politische Hauptverwaltung der Roten Armee herausgab.

## Erscheinen
Die Deutsche Zeitung erschien vom 20. Mai 1945 bis zum 10. Juni 1945 täglich, außer montags. Die Ausgaben am Donnerstag, dem 31. Mai 1945, und am Freitag, dem 1. Juni 1945, fielen aus. Das Verbreitungsgebiet der Zeitung war Mecklenburg und Vorpommern, einschließlich der Stadt Stettin. 
Der Druck erfolgte anfangs in Greifswald, dann in Stettin. Die Auflage betrug etwa 50.000 Stück. 
Chefredakteur war der sowjetische Oberstleutnant Michail Petrowitsch Sokolow, ein Politoffizier der 2. Weißrussischen Front. Die Redakteure waren Sowjetbürger und Deutsche, insbesondere deutsche Kommunisten. Zu den deutschen Redakteuren zählten Karl Krahn, der später Redakteur des Neuen Deutschland wurde, und Bernhard Bechler (1911–2002), der spätere Innenminister des Landes Brandenburg.  
Nach Einstellung der Zeitung mit der Ausgabe vom 10. Juni 1945 wurde der sowjetische Redaktionsstab nach Liegnitz in Schlesien verlegt und gab dort bis Herbst 1946 wiederum eine Zeitung mit dem gleichen Titel Deutsche Zeitung heraus, deren Zählung aber erneut mit der Nr. 1 begann und die nunmehr den Untertitel Herausgegeben von der Roten Armee für die Deutsche Bevölkerung trug. Die Stadt Stettin wurde am 5. Juli 1945 von der sowjetischen Besatzungsmacht an den polnischen Staat übergeben und ihre Bevölkerung anschließend durch den polnischen Staat vertrieben.

## Inhalt
Die Zeitung berichtete über die Lage Deutschlands unter alliierter Besatzung, über Bemühungen zum Wiederaufbau und über die politische Neugestaltung Deutschlands. So veröffentlichte der von der Besatzungsmacht ernannte Stettiner Bürgermeister Erich Wiesner (1897–1968) in der Ausgabe vom 26. Mai 1945 einen Beitrag Stettiner Antifaschisten, seid auf dem Posten!. Im Rahmen der Berichterstattung über außenpolitische Themen war die Sowjetunion ein wichtiges Thema; die Zeitung bemühte sich, ihren Lesern ein positives Bild von der Sowjetunion zu vermitteln. 